# Barbara Rutz
Barbara Rutz, née le 22 juillet 1995, est une escrimeuse polonaise spécialiste de l'épée.

## Palmarès
- Championnats du monde
  -  Médaille de bronze par équipes aux championnats du monde 2017 à Leipzig[1]

- Championnats d'Europe
  -  Médaille d'argent par équipes aux championnats d'Europe 2018 à Novi Sad[2]